# Корд (нож, таджикский)
Корд (тадж. корд — нож) — традиционный таджикский нож  имеет прямой клинок с односторонней заточкой. Также он имеет оригинальную рукоять, зачастую созданную из кости или рога.  В наше время он чаще всего используется в сельскохозяйственных нуждах, например для разделки мяса. Bo многом похож на пчaк.
Можно сказать, что корд является более надежным, рукоять имеет больший вес и также имеется дол, который выполняет свои прямые задачи. По идее всем признаки холодного оружия на лицо, по этой причине во времена СССР его практически невозможно было встретить в свободной продаже. И только в наше время мастера научились конструировать нож таким образом, чтобы он не попадал под категорию холодного оружия.

## Описание
Заточка клинка односторонняя, клинки делятся на три группы в зависимости от длины: малый — меньше 14 см, обычный — от 14 до 17 см и большой (тадж. «гов куши» — «короворез») — от 18 до 25 см. Толщина клинка у гарды может достигать 4 мм. Клинок корда традиционно прямой, шире рукояти, спуск чаще всего линзовидный.
Для клинка корда характерна асимметрия из-за наличия дола только на одной грани (встречаются экземпляры с двумя долами на одной и одним долом на другой; в любом случае асимметрия сохраняется). Иногда клинку для увеличения механической прочности придаётся Т-образное сечение. 
Сборная рукоять обычно выполнена из дерева, кости, рога, реже металла и оканчивается выступом, защищающим руку от соскальзывания на клинок. Хвостовик клинка на всю длину рукояти. Как клинок, так и рукоять могут оформляться гравировкой, на гарде может стоять клеймо мастера, изготовившего корд, на клинки же ставить клеймо не принято.

## История и использование
Несмотря на универсальность корда, он традиционно использовался и используется по сей день преимущественно в сельскохозяйственных и кулинарных целях, например для разделки мяса. Большим вариантом корда забивают скот, а самыми мелкими (имеющими наименование женских) — подрезают кусты и срезают плоды.
Исторически сложилось так, что самые известные корды производят в Истаравшане, расположенном в предгорьях Туркестанского хребта на севере Таджикистана. Также производство налажено в Исфаре, Гиссаре и Хистеварзе.